# Giovanni Lentini der Ältere
Giovanni Lentini der Ältere (1830 in Trapani, Sizilien – 1898) war ein italienischer Maler und Bühnenbildner.

## Biografie
Er studierte zuerst bei seinem Vater und ging dann nach Palermo, um dort zu studieren. Unter seinen Gönnern war Graf Tasca, für den er in der Residenz des Grafen viele Dekorationen anfertigte. Von Morselli wurde er in Szenografie geschult. Er erhielt einen Posten als Bühnenbildner für das Royal Bellini Theater. Sein Studium schloss er bei dem römischen Szenographen Mantovani ab. Lentini hatte viele Schüler, darunter den Szenographen Giuseppe Cavallari. Als Lentini in die Irrenanstalt kam, übernahm Cavallari seinen Posten.
Sein Sohn Rocco Lentini (1850 in Palermo – 1943 in Venedig) war Landschaftsmaler und Grafiker. Sein gleichnamiger Enkel, Giovanni Lentini der Jüngere (1882 in Palermo – 1948 in Mailand), war ebenfalls Maler, Dozent der Brera-Akademie und fast drei Jahrzehnte in Mailand tätig.